# Kanstanzin Lukaschyk
Kanstanzin Leonidowitsch Lukaschyk (belarussisch Канстанцін Леонідовіч Лукашык; * 18. September 1975 in Hrodna) ist ein belarussischer Sportschütze.
Lukaschyk gewann im Alter von erst 16 Jahren bei den Olympischen Sommerspielen 1992 in Barcelona die Goldmedaille mit der Freien Pistole für das Vereinte Team. Bei den Spielen von Atlanta 1996 und Sydney 2000 startete er für Belarus und belegte die Plätze 4 und 9.